# Psicotecnologia
La tecnopsicologia è quella branca della psicologia generale che studia l'impatto psicologico dell'utilizzo delle psicotecnologie, ovvero quelle tecnologie, o artefatti, reali o virtuali, che intervengono in maniera determinante sui processi cognitivi, in particolar modo il linguaggio: esse, in breve, producono fondamentali ripercussioni sul nostro modo di pensare e di comunicare, in quanto richiedono che l'intelletto umano utilizzi le sue capacità in maniera differente dal passato; se questi modi di impostare la mente si stabilizzano e si sedimentano nel loro utilizzo, allora cambierà la nostra percezione del mondo, il nostro modo di organizzare il cervello, il nostro modo di agire. 
La principale scuola ad aver analizzato questo fenomeno sin dagli anni '40 è la Scuola di Toronto, che annovera studiosi del calibro di Marshall McLuhan: Carpenter, Havelock e McLuhan hanno cercato di definire il significato psicologico dell'adozione dell'alfabeto greco nella cultura occidentale. Lo studioso che oggi si dedica maggiormente a questa disciplina è Derrick De Kerckhove, che analizza in che modo l'alfabeto possa influenzare il nostro orientamento visivo. Secondo De Kerckhove una psicotecnologia è qualunque tecnologia emuli, estenda o amplifichi il potere della nostra mente. Così come la scrittura consente all'individuo di depositare le conoscenze acquisite su supporti più stabili della memoria, alterando le modalità di gestione della stessa, allo stesso modo consente di percepire l'uomo stesso da una prospettiva differente: è con la scrittura, in sintesi, che l'individuo esce dalla realtà tribale e collettiva per approdare all'individualizzazione e alla consapevolezza della sua identità. Se il pensiero umano è scaturito dalla possibilità di leggere, l'apporto delle nuove tecnologie estende ulteriormente la mente dell'uomo, modificandola in maniera evidente. 
La televisione, il telefono, il computer, gli ipertesti, sono psicotecnologie nella misura in cui inducono il cervello ad elaborare nuovi paradigmi cognitivi che modificano la nostra percezione del mondo. 